# 條紋溪脂鯉
條紋溪脂鯉（学名：Characidium zebra），為輻鰭魚綱脂鯉目脂鯉亞目頂器脂鯉科的其一種，其种加词“zebra”意为“有斑马状纹样的”。分布於南美洲亞馬遜河、埃塞奎博河流域，體長可達6.4公分，棲息在沙石底質、水流快速的溪流，喜群游，以昆蟲等為食，生活習性不明。